# 日置忠俊
日置 忠俊（へき ただとし、元亀3年（1572年） - 寛永18年5月19日（1641年6月27日））は、安土桃山時代から江戸時代前期にかけての武将。岡山藩の家老。備前金川1万7000石の領主。
父は池田家家老日置忠勝。母は今枝忠光の娘。弟は加賀藩家老今枝直恒。正室は飯尾敏成の娘（母は池田恒興の養女七条殿）。養子は日置忠隆、日置忠治。通称は左門、豊前。

## 生涯
元亀3年（1572年）、池田家家老日置忠勝の子として尾張犬山に生まれる。天正18年（1590年）、主君池田輝政より三河吉田に4000石の知行を賜る。慶長5年（1600年）、輝政の播磨入国に伴い5000石を加増される。慶長8年（1603年）、備前金川に5000石を加増され、仕置家老となり、通称を豊前と改める。
元和2年（1616年）、藩主池田光政の鳥取転封に伴い、因幡鹿野に移る。元和5年（1619年）1月、藩主光政の命により、鳥取城と城下町の造営を3ヵ年かけて行った。元和6年（1620年）幕府より、大坂城改修御普請の助役が命じられ、寛永元年（1624年）までの間、土倉勝看、若原一成、池田長政と交代で奉行を務めている。寛永9年（1632年）、光政の岡山転封に伴い、備前金川に移る。同年、養子忠隆（今枝直恒の子）に1000石賜る。寛永15年（1638年）、養子忠隆が早世したため、その弟の忠治を養子に迎える。寛永16年（1639年）、2000石を加増され、合わせて知行1万7000石となる。同年隠居して養嫡子忠治に家督を譲る。寛永18年（1641年）5月19日、病気療養のために京都に滞在中に死去。享年70。
日置家と今枝家は幕末まで縁組を重ねている。今枝直恒（日置忠勝の五男）、日置忠治（直恒の五男）、今枝直方（忠治の五男）、今枝恒明（忠明の五男）、日置忠辰室（今枝直郷の娘）、日置忠弼（今枝易直の子）など。両家の縁組は、家中に他国との縁組を禁じている加賀藩において例外的に許されていた。